# طواف آسيا للدراجات 2005–06
طواف آسيا للدراجات 2005–06 (بالإنجليزية: 2005–06 UCI Asia Tour)‏ هو الموسم الثاني من طواف آسيا للدراجات، فاز  بالمركز الأول قادر مزباني، وبالمركز الثاني حسين عسكري، وبالمركز الثالث أحد كاظمي.

## السباقات
| طواف آسيا للدراجات             | طواف آسيا للدراجات | طواف آسيا للدراجات    | طواف آسيا للدراجات                | طواف آسيا للدراجات                                         | طواف آسيا للدراجات       | طواف آسيا للدراجات          | طواف آسيا للدراجات |
| التاريخ                        | #                  | البلد                 | السباق                            | الفائز                                                     | الثاني                   | الثالث                      |                    |
| ------------------------------ | ------------------ | --------------------- | --------------------------------- | ---------------------------------------------------------- | ------------------------ | --------------------------- | ------------------ |
| 01 – 07 أكتوبر 2005            | 1                  | إيران                 | Milad De Nour Tour                | ديفيد ماكان                                                | عمر حسنين                | Siros Hashemzadeh ‏          |                    |
| 23 أكتوبر                      | 2                  | اليابان               | كأس اليابان للدراجات              | داميانو كيونقو                                             | فرانسيسكو مانسبو         | كريستيان موريني             |                    |
| 30 أكتوبر – 03 نوفمبر 2005     | 3                  | تايوان                | طواف تايوان                       | أحد كاظمي                                                  | قادر مزباني              | توم بيترسون                 |                    |
| 13 نوفمبر                      | 4                  | اليابان               | طواف أوكيناوا                     | Yasutaka Tashiro ‏                                          | كازو اينو                | Dawid Krupa ‏                |                    |
| 11 ديسمبر                      | 5                  | الهند                 | Elite Road Asia Championships ITT | Youm Jung-hwan ‏                                            | حسين عسكري               | Vladimir Tuychiev ‏          |                    |
| 13 ديسمبر                      | 6                  | الهند                 | Elite Road Asia Championships RR  | Joo Hyun-wook ‏                                             | عمر حسنين                | ديمتري غروزديف              |                    |
| 26 ديسمبر 2005 – 02 يناير 2006 | 7                  | جمهورية الصين الشعبية | طواف بحر الصين الجنوبي            | وو كين سان ‏                                                | وونغ كام بو              | فانغ شو ‏                    |                    |
| 15 – 21 يناير 2006             | 8                  | تايلاند               | طواف سيام                         | Thomas Rabou ‏                                              | Shinichi Fukushima ‏      | Michael Berling ‏            |                    |
| 24 – 29 يناير 2006             | 9                  | تايلاند               | طواف تايلاند                      | Li Fuyu ‏                                                   | حسين عسكري               | ستيفن غالاغر                |                    |
| 27 يناير                       | 10                 | قطر                   | International Grand Prix Doha     | توم بونن                                                   | روبرت هنتر               | إريك تسابل                  |                    |
| 30 يناير – 03 فبراير 2006      | 11                 | قطر                   | طواف قطر                          | توم بونن                                                   | إريك تسابل               | أوريليان كلير               |                    |
| 03 – 12 فبراير 2006            | 12                 | ماليزيا               | طواف لانكاوي                      | ديفيد جورج                                                 | Francesco Bellotti ‏      | Gabriele Missaglia ‏         |                    |
| 05 – 11 مارس 2006              | 13                 | تايوان                | طواف تايوان                       | Kirk O'Bee ‏                                                | ستيفن غالاغر             | روبرت مكلاكلان ‏             |                    |
| 14 – 19 أبريل 2006             | 15                 | إيران                 | Kerman Tour                       | قادر مزباني                                                | حسين عسكري               | أحد كاظمي                   |                    |
| 15 – 19 أبريل 2006             | 14                 | جمهورية الصين الشعبية | طواف جزيرة تشونغ مينغ             | روبرت مكلاكلان ‏                                            | نولان هوفمان             | توبياس إيرلر                |                    |
| 03 – 07 مايو 2006              | 16                 | هونغ كونغ             | Tour of Hong Kong Shanghai        | Geert Steurs ‏                                              | Lex Nederlof ‏            | Kouki Shinbo ‏               |                    |
| 04 – 10 مايو 2006              | 17                 | كوريا الجنوبية        | طواف كوريا                        | توبياس إيرلر                                               | Oh Se-yong ‏              | Ruslan Karimov ‏             |                    |
| 14 – 21 مايو 2006              | 18                 | اليابان               | طواف اليابان                      | Vladimir Duma ‏                                             | جون لي أوجستين           | Andrey Mizurov ‏             |                    |
| 22 – 29 مايو 2006              | 19                 | إيران                 | طواف إيران                        | قادر مزباني                                                | أحد كاظمي                | Mostafa Seyed-Rezaei ‏       |                    |
| 05 – 09 يوليو 2006             | 20                 | إندونيسيا             | طواف جاوة الشرقية                 | قادر مزباني                                                | حسين عسكري               | Yasutaka Tashiro ‏           |                    |
| 15 – 23 يوليو 2006             | 21                 | جمهورية الصين الشعبية | طواف بحيرة تشينغهاي               | Maarten Tjallingii ‏                                        | حسين عسكري               | Nácor Burgos ‏               |                    |
| 14 – 20 أغسطس 2006             | 22                 | إيران                 | Milad De Nour Tour                | قادر مزباني                                                | Siros Hashemzadeh ‏       | حسين عسكري                  |                    |
| 27 أغسطس – 04 سبتمبر 2006      | 23                 | إندونيسيا             | طواف إندونيسيا                    | ديفيد ماكان                                                | Vjatsjeslav Djaditsjkin ‏ | Mostafa Seyed-Rezaei ‏       |                    |
| 13 – 18 سبتمبر 2006            | 25                 | اليابان               | طواف هوكايدو                      | Taiji Nishitani ‏                                           | Shinri Suzuki ‏           | Daniel McConnell (cyclist) ‏ |                    |
| 13 سبتمبر                      | 24                 | ماليزيا               | Elite Road Asia Championships TTT | كيم دونج هون ‏ Lee Wong-jae ‏ بارك سونغ بايك Youm Jung-hwan ‏ | إيران                    | اليابان                     |                    |
| 14 سبتمبر                      | 26                 | ماليزيا               | Elite Road Asia Championships ITT | Andrey Mizurov ‏                                            | قادر مزباني              | ماكوتو إيجيما               |                    |
| 16 سبتمبر                      | 27                 | ماليزيا               | Elite Road Asia Championships RR  | مهدي سهرابي                                                | Shinichi Fukushima ‏      | عمر حسنين                   |                    |

## وصلات خارجية
- الموقع الرسمي